# Juan Manuel Eguiagaray Ucelay
Juan Manuel Eguiagaray Ucelay   (Bilbao, 25 de desembre de 1945 - 29 de maig de 2025) va ser un polític basc que fou diverses vegades ministre en governs presidits per Felipe González.

## Biografia
Va néixer el 25 de desembre de 1945 a la ciutat de Bilbao. Va estudiar ciències econòmiques a la Universitat de Deusto, i posteriorment va ampliar els seus estudis a la Universitat de Nancy.
Va ingressar al Partit Socialista d'Euskadi l'any 1977, i el 1979 va esdevenir regidor de la seva ciutat natal. Fou diputat provincial per Biscaia entre 1979 i 1981, així com membre de les Juntes Generals entre les mateixes dates. L'any 1979 va esdevenir membre del Comitè Executiu del Partit Socialista d'Euskadi i el 1980 fou elegit diputat al Parlament Basc, càrrec que va mantenir fins al 1988. Secretari General dels socialistes bascos entre 1985 i 1988, l'any 1990 fou nomenat membre de la Secretaria executiva federal del PSOE.
El setembre de 1988 fou nomenat Delegat del Govern a la Regió de Múrcia, càrrec que ocupà fins al desembre de 1989, quan fou nomenat delegat al País Basc.
El 12 de març de 1991 fou nomenat Ministre d'Administracions Públiques en substitució de Joaquín Almunia Amann, desenvolupant aquest càrrec fins a acabar la legislatura. Posteriorment en la formació d'un nou govern, Felipe González, el nomenà Ministre d'Indústria i Energia. A les eleccions generals de 1996 fou escollit diputat al Congrés per la Regió de Múrcia, i va ser reelegit a les eleccions de l'any 2000.